# Panorama (Zeitung)
Panorama („Rundblick“) ist eine Tageszeitung in Albanien mit Redaktionssitz in Tirana. Sie gehört zu den auflagenstärksten Zeitungen des Landes und wird in der politischen Mitte oder links der Mitte eingeordnet. Laut einer Einschätzung des regionalen albanischen Magazins Karavan „schreiben die meisten bekannten Journalisten, Publizisten und Politiker (Albaniens) für Panorama“. Panorama wurde 2002 vom Unternehmer Irfan Hysenbelliu gegründet, dessen Hysenbelliu Group noch die Brauerei Birra Korça und der Nachrichtensender News 24 gehören. Redaktionsleiter ist Robert Rakipllari.
In jeder Ausgabe gibt es ein Supplement der Sportzeitung Panorama Sport und der Zeitschriften Psikologjia und Grazia (Frauenzeitschrift).